# Metacatharsius lomii
Metacatharsius lomii är en skalbaggsart som beskrevs av Müller 1941. Metacatharsius lomii ingår i släktet Metacatharsius och familjen bladhorningar. Inga underarter finns listade i Catalogue of Life.